# Кучеровка
Ку́черовка (рос. Кучеровка) — село у складі Локтівського району Алтайського краю, Росія. Входить до складу Масальської сільської ради.

## Населення
Населення — 82 особи (2010; 134 у 2002).
Національний склад (станом на 2002 рік):
- росіяни — 76 %